# Saqam Del
Saqam Del (persiska: سقم دل) är en ort i Iran.   Den ligger i provinsen Östazarbaijan, i den nordvästra delen av landet, 500 km nordväst om huvudstaden Teheran. Saqam Del ligger 1 705 meter över havet och antalet invånare är 157.
Terrängen runt Saqam Del är kuperad åt sydost, men åt nordväst är den platt.Runt Saqam Del är det ganska glesbefolkat, med 27 invånare per kvadratkilometer. Närmaste större samhälle är Mehtarlū, 3,2 km söder om Saqam Del. Trakten runt Saqam Del består i huvudsak av gräsmarker.